# 4633 Marinbica
4633 Marinbica eller 1988 AJ5 är en asteroid i huvudbältet som upptäcktes den 14 januari 1988 av den belgiske astronomen Henri Debehogne vid La Silla-observatoriet. Den är uppkallad efter Marin Dacian Bica.
Asteroiden har en diameter på ungefär 13 kilometer och den tillhör asteroidgruppen Themis.